# Banton
Pour les articles homonymes, voir Banton (homonymie).
Banton est une localité de la province de Romblon, aux Philippines. En 2015, elle compte 5 536 habitants.